# Нижнее (Хмельницкая область)

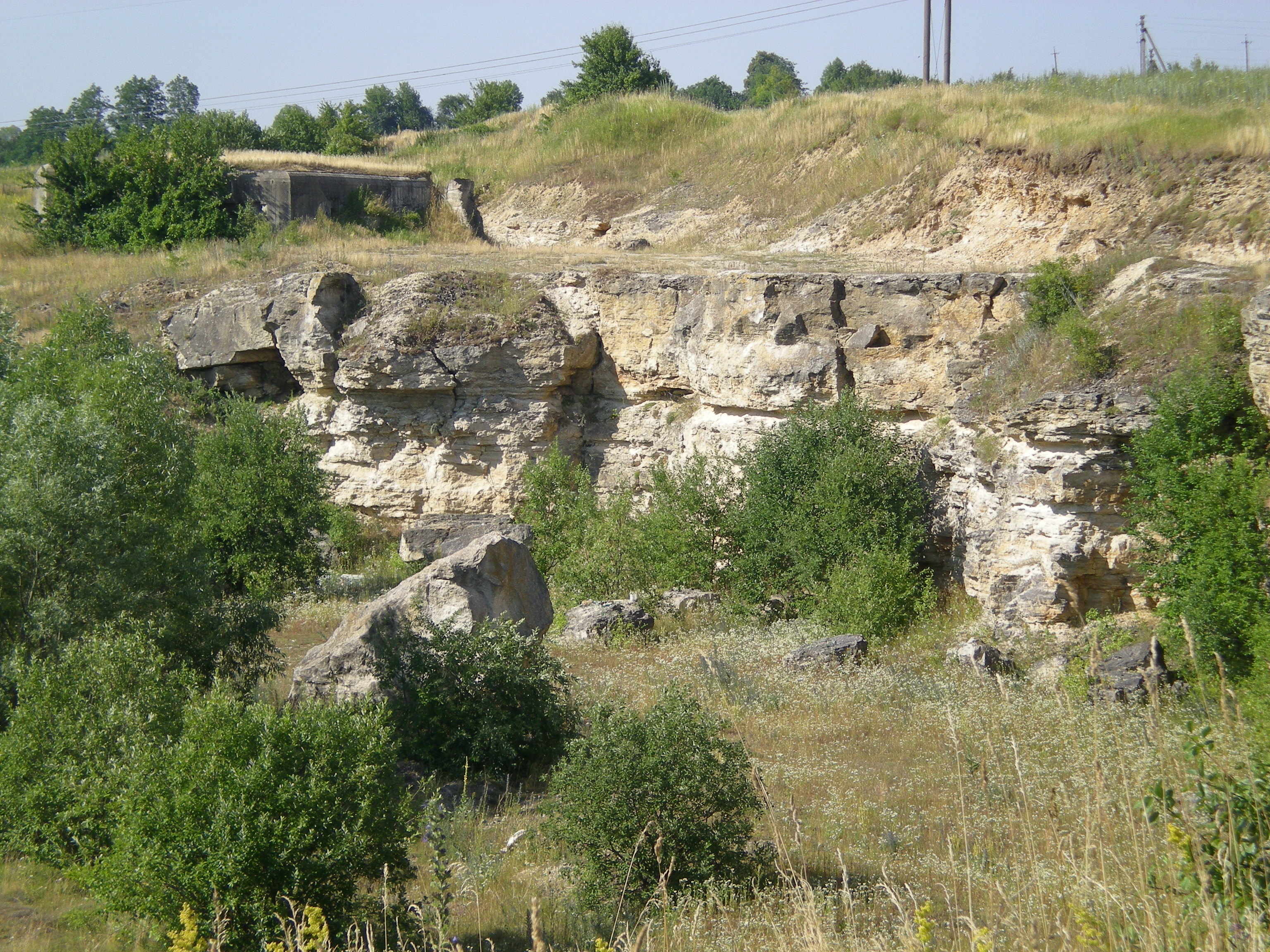
ДОТ линии Сталина в карьере села Нижнее

Нижнее (укр. Нижнє) — село в Деражнянском районе Хмельницкой области Украины.
Население по переписи 2001 года составляло 577 человек. Почтовый индекс — 32206. Телефонный код — 3856. Занимает площадь 1,47 км². Код КОАТУУ — 6821587401.

## Местный совет
32206, Хмельницкая обл., Деражнянский р-н, с. Нижнее, ул. Советская, 46